# 黄花镇 (长沙县)
黄花镇位于湖南省长沙县中南部，为长沙县第三大乡镇。地缘上，黄花镇北与安沙镇、果园镇接壤，西与星沙镇、榔梨镇为邻，南连干杉乡，东与浏阳市永安镇交界，全镇总面积169平方公里，总人口74，219人（2000年人口普查）；辖20个村、3个社区；政府驻黄花路社区（黄花市）。

## 历史
今黄花镇在1995年长沙地区撤区并乡镇之前属黄花区黄花镇、回龙乡和谷塘乡地域，1995年，三乡镇合并组建黄花镇。2004年村级区划调整，调整之前为44个村、3个社区，分别为黄花村、黄垅村、曹坪村、合心村、排头村、观山村、龙井村、长界村、南田村、新湘村、茶塘村、黄峰村、雷鸣村、石丰村、长湖村、蛟塘村、联盟村、罗塘村、大路村、胜利村、木马村、东培村、高岸村、建设村、火炬村、凤凰村、谷塘村、金甲村、岐山村、丰收村、东风村、华兴村、回龙村、龙家滩村、大湖村、兴湖村、崩坎村、银龙村、望江村、新塘村、荷庄村、石岭村、大兴村和梁坪村，大黄花路、黄谷路、机场口3个社区；区划调整后为20个村、3个社区。

## 区划
- 6个社区：黄花路社区、黄谷路社区、机场口社区、龙塘社区、排头社区和岐山社区。
- 13个村：鱼塘村、东塘村、高岸村、谷塘村、黄龙新村、黄花村、合心村、华湘村、大兴村、梁坪村、崩坎村、银龙村和回龙村。

## 地理
位于长沙县的中部，离星沙只有十多公里

## 交通
比较发达，各村通了两车道的水泥路

## 经济
有三一中成公司在此，生产泵送产品的配件，年产值5亿左右。